# Ferenc Szálasi
Ferenc Szálasi (prononcé [ˈfɛɾɛnts], [ˈsaːlɒʃi]) est un homme d'État hongrois né le 6 janvier 1897 et mort le 12 mars 1946, chef du Parti des Croix fléchées. Il dirigea le Royaume de Hongrie en tant que chef du Gouvernement d'unité nationale, un éphémère régime pro-nazi au pouvoir du 16 octobre 1944 au printemps 1945.

## Origines
Né à Kassa (aujourd'hui Košice, en Slovaquie), il était le fils d'un sous-officier de l'armée austro-hongroise d'origine arménienne dont les ancêtres se sont installés en Transylvanie, à Ebesfalva, sous le prince Abaffi Ier. Son grand-père participa comme soldat de la honvéd à la Révolution hongroise de 1848 et épousa une autrichienne de Vienne, dont Ferenc Szálasi (1866°), son père, qui fit l'école des cadets de Kassa et termina comme fonctionnaire dans l'armée. Sa mère, Erzsébet Szakmár (1875°), d'ascendance slovaque et hongroise, éleva son fils dans la religion gréco-catholique et vécut à ses côtés jusqu'en 1944. Les frères de Szálasi, Béla, Károly et Rezső, servirent également dans l'armée.

## Premières années
En 1915, il sortit de l'Académie militaire de Wienerneustadt, où son père l'avait envoyé, avec le grade de lieutenant dans l'armée de l'Autriche-Hongrie et fut dirigé immédiatement vers le front où il servit jusqu'à la fin de la Première Guerre mondiale, passant 36 mois dans une zone de guerre. Officier d'élite, il termine la guerre comme lieutenant du 2e régiment de chasseurs tyroliens et décoré du prestigieux Ordre de la Couronne de fer (IIIe classe).
Après la guerre, il s'installa à Budapest, où il travailla comme courrier au service du ministère de la Défense.
En 1923, il fut envoyé à l'École d'État-major, où il semble qu'il se soit distingué. Il en sortit en 1925 avec le grade de capitaine et fit partie de l'État-major hongrois jusqu'en 1933. Cette année-là, il obtint le grade de commandant.
Sa carrière militaire se trouva interrompue par la publication de son « Plan pour la reconstruction de l'État hongrois », critiquant la politique du gouvernement Gömbös. Les événements qu'il avait vécus et les circonstances du moment renforcèrent son nationalisme extrême et il plaida pour l'extension du territoire hongrois jusqu'aux frontières antérieures au traité de Trianon de 1920, qui avait réduit des deux tiers l'étendue du pays.
Il fut transféré dans une garnison éloignée où il eut le temps d'étudier à fond différentes théories politiques.
Pendant ces années, il entretint des liens d'amitié avec un médecin militaire, Henrik Péchy, visionnaire et astrologue, auteur d'une histoire prophétique du monde fondée sur les mathématiques (A neokapitalista világrend kép (1932), Représentation de l'ordre mondial néo-capitaliste).

## Premiers pas dans la politique
Dans le livre qui décrit son idéologie, Le Hungarisme, il dit en résumé : « Le hungarisme est une idéologie, c'est la mise en pratique hongroise d'une vision nationaliste du monde et de l'esprit du temps. Ce n'est ni de l'hitlérisme, ni du fascisme, ni de l'antisémitisme, c'est du hungarisme. »
En 1935, il quitta l'armée et, en mars, il fonda le Parti de la volonté nationale (Nemzeti Akarat Pártja) avec Sándor Csia ; il obtint des résultats plus que modestes lors de sa première candidature au Parlement, en avril 1936, échouant dans la circonscription de Pomáz avec 942 voix sur 12 051. Il décida de ne plus jamais se présenter à quelque élection que ce fût. Peu à peu son parti grandit et, en 1937 après une visite de Szálasi et de Csia en Allemagne nationale-socialiste, l'impression profonde qu'ils en tirèrent les fit changer de stratégie : alors qu'ils visaient surtout les classes moyennes et les fonctionnaires, ils s'adressèrent à la classe ouvrière. Les slogans du parti changèrent et se transformèrent en demande de « justice, travail et respect » pour les « travailleurs hongrois » et le parti se présenta comme « devant les libérer des chaînes avec lesquelles les tenaient les syndicats sociaux-démocrates et communistes ainsi que des griffes du capitalisme féodal et de la juiverie. »
En 1937, le gouvernement du régent, l'amiral Miklós Horthy, interdit son parti et il fut condamné à trois mois de prison pour agitation antisémite mais n'eut pas à les faire. Après avoir été libéré par la police, il rassembla autour de lui plusieurs groupes extrémistes et fonda le Mouvement hungariste - Parti national-socialiste hongrois (Magyar Nemzeti Szocialista Part-Hungarista Mozgalom), avec une forte idéologie nationaliste, antisémite et totalitaire, grâce auquel il commença à obtenir un soutien considérable dans la classe ouvrière. Devançant l'éphémère union des partis d'extrême-droite, son propre parti passa à 20 000 membres.
Mauvais orateur et mauvais organisateur, on l'admirait cependant pour sa sincérité et son honnêteté personnelle (quelque chose d'inhabituel dans la politique hongroise de l'entre-deux guerres). Ses fréquents déplacements partout dans le pays suscitaient l'admiration de ses partisans quand il se souvenait du nom de chacun. Il était également très admiré par les femmes. Son plus important soutien, toutefois, était les officiers de l'armée, qui souhaitaient des changements politiques et sociaux qui prépareraient la Hongrie à prendre part à une guerre future aux côtés de l'Allemagne nazie.
Après l'Anschluss en 1938, ses actions se radicalisèrent et, sur l'ordre du nouveau Premier ministre Béla Imrédy, Szálasi fut arrêté par la police, emprisonné et condamné à trois ans de travaux forcés à la prison de Csillag à Szeged. Il y passa deux ans. Cette incarcération lui valut au contraire un accroissement de popularité qui maintint son influence dans la politique hongroise, malgré les persécutions dont il était l'objet.

## La route vers le pouvoir
Pendant qu'il était en prison, Kálmán Hubay qui le remplaçait (il éditait lui-même un quotidien d'extrême-droite, Függetlenség), fonda le 8 mars 1939 le Parti des Croix fléchées (Nyilaskeresztes Párt), comme héritier du Mouvement hungariste – le Parti national socialiste hongrois. Aux élections de 1939, faites à bulletins secrets (ce mode de scrutin venait d'être restauré), le parti obtint 29 sièges au Parlement hongrois, devenant le deuxième parti de Hongrie en nombre de voix, réunissant 750 000 voix sur un total de 2 000 000. Les partis nationaux-socialistes tous ensemble obtenaient 45 sièges en face des 191 du parti au pouvoir. L'opposition libérale et socialiste s'était effondrée. Le Parti des Croix fléchées était devenu la véritable opposition au gouvernement conservateur de Horthy.
Libéré à l'occasion de l'amnistie générale du 30 août 1940, après le Deuxième Arbitrage de Vienne de la même année, il revint à la vie politique comme chef du Parti des Croix fléchées, mais commença à décliner en raison de la concurrence d'un autre parti nationaliste dirigé par l'ancien Premier ministre Béla Imrédy, le Parti du Renouveau hongrois (Magyar Megújulás Pártja), ainsi que pour des querelles internes concernant les relations du parti avec l'Allemagne d'Hitler.
Quand éclata la Seconde Guerre mondiale, le Parti des Croix fléchées fut interdit par le Premier ministre Pál Teleki, forçant ainsi Szálasi à travailler en secret et à chercher l'appui des Allemands.
Le 19 mars 1944, alors que les troupes soviétiques pénètrent en Roumanie voisine, la Wehrmacht entre en Hongrie, où le pro-allemand Döme Sztójay devint Premier ministre. Le parti des Croix fléchées fut légalisé par le nouveau gouvernement, mais en août, après avoir démis Sztójay de ses fonctions, Miklós Horthy ordonna une nouvelle fois l'arrestation de Szálasi.
En septembre, les troupes soviétiques et roumaines franchirent la frontière hongroise : la bataille de Debrecen s'ensuivit et le 15 octobre 1944, Horthy annonça la signature d'un armistice entre la Hongrie et l'Union soviétique qui fut ignoré par l'armée hongroise. Les Allemands lancèrent alors l'opération Panzerfaust et enlevèrent le fils d'Horthy, forçant ce dernier le 16 octobre 1944 à dénoncer l'armistice, à démettre le gouvernement, à nommer Ferenc Szálasi Premier ministre et à abdiquer. Le 3 novembre 1944, Szálasi prêta serment devant la couronne de saint Étienne en tant que chef de la nation hongroise (Nemzetvezető).

## Au pouvoir
Sous le gouvernement Szálasi, proche allié de l'Allemagne nationale-socialiste, et malgré l'opposition de Horthy qui avait suspendu l'opération, on recommença à déporter les juifs qui vivaient encore à Budapest (la plupart avaient déjà été envoyés dans des camps de concentration sous le gouvernement de Sztójay). Pendant ce temps s'établit à Pest ce qu'on appelait le « ghetto international », qui permettait de donner une couverture diplomatique à la partie de la population juive qui était restée de nationalité hongroise en 1920, et cela malgré l'opposition des Allemands, qui considéraient comme illégaux les passeports qu'on délivrait. En revanche, plus de 50 000 Juifs qui avaient perdu leur citoyenneté hongroise en 1920 et ne l'avaient pas retrouvée en 1938-40, apatrides, furent mis au travail forcé par Eichmann en plein hiver jusqu'à la frontière autrichienne, où on les obligea à construire à la hâte des fortifications pour stopper l'avance soviétique. Seuls 124 000 juifs furent libérés par les Soviétiques à Budapest et 200 000 dans toute la Hongrie. Son gouvernement fit également exécuter, en vertu de la loi martiale, de nombreuses personnes considérées comme dangereuses pour l'État et la poursuite de la guerre, dont des tribus entières de Roms.

## La chute
L'opposition à l'Armée rouge fut chaotique et rendue difficile par l'avance des troupes soviétiques et roumaines, sans compter les actions des communistes. Alors que son pays était envahi, Szálasi aurait proposé la couronne à Hermann Göring, afin d'obtenir le soutien armé qu'Hitler promettait à ses alliés. En décembre 1944, Béla Miklós forma un gouvernement provisoire sous la tutelle des Soviétiques. Le 24 décembre, Budapest fut encerclée, mais dès le 11 décembre le gouvernement Szálasi l'avait abandonnée pour se réfugier plus à l'ouest, à Kőszeg, près de la frontière autrichienne, laissant le soin de défendre la ville à la Wehrmacht et aux membres des Croix fléchées. En janvier 1945, l'armée soviétique occupa Pest, puis Buda le 13 février 1945.
Le 20 janvier 1945, les représentants du gouvernement provisoire hongrois de Béla Miklós signèrent à Moscou un armistice.
Le 29 mars 1945, le gouvernement de Szálasi et les parlementaires quittèrent le territoire hongrois. L'armée allemande et les restes de l'armée hongroise les suivirent le 4 avril 1945. Le gouvernement continua son activité en Allemagne, à Augsbourg, jusqu'à son arrestation par l'armée américaine.
Quelques membres des Croix fléchées, ainsi que des troupes allemandes, continuèrent la lutte jusqu'à la fin de la guerre en avril 1945.
Le 3 octobre 1945, Szálasi fut remis aux nouvelles autorités hongroises à Budapest, où le 1er mars 1946 commença son procès public devant un tribunal populaire. Condamné à la peine de mort par pendaison pour crimes de guerre et haute trahison, il fut exécuté le 12 mars suivant. La même année, trois autres anciens Premiers ministres (László Bárdossy, Béla Imrédy et Döme Sztójay) furent eux aussi condamnés à mort et exécutés.

## Publications
- Grand espace, espace vital, peuple guide, Nantes, Ars Magna, coll. "Heartland", 102 p., 2017  (ISBN 979-1096338351)

## Sources
- (es) Cet article est partiellement ou en totalité issu de l’article de Wikipédia en espagnol intitulé « Ferenc Szálasi » (voir la liste des auteurs).